# Borsa di Palermo
La Borsa valori di Palermo è stata una delle dieci borse valori italiane attive fino al 1997, quando le istituzioni cittadine sono state unificate nell'unica Borsa Italiana.

## Storia
Benché nel capoluogo siciliano fossero già attivi degli agenti di cambio nel 1840, la Borsa di Palermo aprì le contrattazioni nel 1845.
Era la seconda più importante borsa valori del Regno delle Due Sicilie, dopo quella di Napoli.
Aveva sede nel Palazzo delle Finanze della città, dove rimase per circa un secolo.
Quella di Palermo era la più importante borsa siciliana; tuttavia, non era l'unica. Infatti, fino alla prima guerra mondiale, nell'isola erano attive anche altre tre borse: la più importante era quella di Messina, cui seguivano quelle di Catania e di Agrigento.
Fra le due guerre mondiali la Borsa di Palermo ebbe un'operatività ridotta e solo nel 1950 la borsa siciliana fu nuovamente inaugurata e riprese a funzionare regolarmente, tuttavia non ebbe mai una sede propria, trasferendosi da un appartamento in affitto ad alcuni locali presso la sede della Banca d'Italia ad altri presso la camera di commercio.
Il numero di agenti di cambio abilitati presso la Borsa di Palermo variò nel tempo, raggiungendo il suo massimo nel 1876, quando gli intermediari abilitati erano venti. Dopo la seconda guerra mondiale, invece, essi si ridussero a due e poi a uno solo.
La Borsa di Palermo, come le altre borse cittadine italiane, fu chiusa nel 1997, quando il cosiddetto "decreto EuroSIM" (D. Lgs. 23 luglio 1996, n. 415) ne determinò la fusione nell'unica Borsa Italiana.